# Obiesta (wieś)
Obiesta (ros. Обеста) – wieś (ros. деревня, trb. dieriewnia) w zachodniej Rosji, w sielsowiecie krupieckim rejonu rylskiego w obwodzie kurskim.

## Geografia
Miejscowość położona jest nad rzeką Obiesta, 5 km od centrum administracyjnego sielsowietu krupieckiego (Krupiec), 28,5 km od centrum administracyjnego rejonu (Rylsk), 132 km od Kurska.

## Historia
Tereny współczesnej wsi były zamieszkiwane od wieków przez potomków Wiatyczów i Siewierzan.
Obszar ten został nadany przez cara Piotra I Iwanowi Mazepie na początku XVIII wieku, a kiedy ten popadł w niełaskę (zdrada) majątek hetmana przeszedł w ręce księcia Mienszykowa (1703).
W 1897 roku we wsi mieszkało 968 osób (431 mężczyzn i 537 kobiet). Wszyscy byli prawosławnymi chrześcijanami.
Do czasu zniesienia pańszczyzny posiadłość należała do książąt Bariatyńskich.

## Demografia
W 2010 r. miejscowość zamieszkiwało 230 osób.